# Eupen

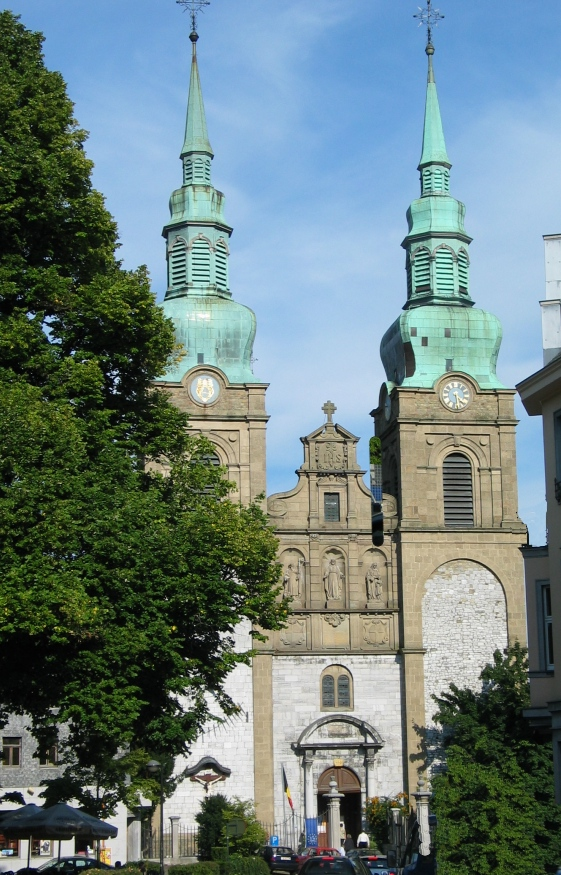
Nhà thờ St Nikolaus ở Eupen

Eupen (phiên âm tiếng Việt: Oi-pen) à một đô thị thuộc tỉnh Liège, 15 km so với biên giới với Đức (Aachen), so với biên giới Hà Lan (Maastricht) và so với khu bảo tồn thiên nhiên "High Fens" (Ardennes). Thị xã là thủ phủ của cộng đồng nói tiếng Đức tại Bỉ, và cũng là thủ phủ của Euroregion Meuse-Rhine.
Ngày 1 tháng 1 năm 2006, Eupen có tổng dân số 18.248 người (8.892 nam và 9.356 nữ). Tổng diện tích là 103,74 km² với mật độ dân số 175,90 người trên mỗi km².